# WMUA
Koordinaten: 42° 23′ 30,4″ N, 72° 31′ 37,3″ W
WMUA-FM (auch The Radio Voice of Umass) ist ein US-amerikanischer nichtkommerzieller Hörfunksender aus Amherst im US-Bundesstaat Massachusetts. WMUA-FM sendet auf der UKW-Frequenz 91,9 MHz und wird von der University of Massachusetts Amherst betrieben.
WMUA lässt sich unter anderem im Connecticut River Valley im westlichen Massachusetts, im nördlichen Connecticut sowie im südlichen Vermont empfangen. Der Sender wird von Ganztagsstudenten der University of Massachusetts Amherst geleitet. Ehrenamtliche Helfer der umliegenden Gemeinden unterstützen ebenfalls den Betrieb des Radiosenders. Die erste Sendung wurde 1949 als Kabelfunk ausgestrahlt. Die Sendestudios befinden sich im Keller des Murray D. Lincoln Campus Center.